# 趙理 (嘉靖進士)
趙理（1520年—？年），字性甫，浙江紹興府會稽縣民籍，山陰縣人。明朝政治人物。

## 生平
十月十八日生，治《易經》，嘉靖十九年（1540年）由國子生舉庚子科浙江鄉試第六十六名，嘉靖二十九年（1550年）中式庚戌科會試第二百六十四名，第三甲第七十五名進士。次年授兴化县知县。

## 家族
曾祖趙誾；祖趙鎡；父趙洪，典膳；母周氏。慈侍下。
妻劉氏。
行七，兄珊；琳；珵。